# Білоус Кирило Демидович
Кирило Демидович Білоус (Бєлоус) (25 травня 1907, село Нова Котельня, тепер Андрушівської міської територіальної громади Бердичівського району Житомирської області — ?) — радянський молдавський діяч, завідувач сільськогосподарського відділу ЦК КП(б) Молдавії, 1-й секретар Чимішлійського райкому КП Молдавії. Член ЦК КП(б) Молдавії в 1941—1949 роках. Член Ревізійної комісії КП Молдавії в 1956—1958 роках. Депутат Верховної Ради Молдавської РСР 1-го скликання.

## Життєпис
Народився в селянській родині. З 1924 до 1929 року працював у сільському господарстві батька в селі Нова Котельня на Житомирщині.
З жовтня 1929 до 1931 року служив рядовим червоноармійцем стрілецького полку Червоної армії.
У 1931—1933 роках — слухач робітничого факультету при сільськогосподарському інституті в місті Тирасполі Молдавської АРСР.
Член ВКП(б) з 1932 року.
У 1933—1939 роках — студент Тираспольського сільськогосподарського інституту; асистент кафедри генетики Тираспольського сільськогосподарського інституту Молдавської АРСР.
У 1939—1940 роках — інструктор сільськогосподарського відділу Молдавського обласного комітету КП(б)У.
У 1940 — липні 1941 року — завідувач сільськогосподарського відділу ЦК КП(б) Молдавії.
З початку німецько-радянської війни перебував в евакуації в місті Орджонікідзе.
З 1941 року — слухач Московського військово-політичного училища імені Леніна; начальник політичного відділу полку Червоної армії. З березня 1943 року — старший інструктор відділу кадрів політичного відділу 68-ї армії. У 1944 році — на політичній роботі в 6-му Румунському стрілецькому корпусі, був поранений, лікувався в евакуаційному госпіталі № 2940.
У 1944—1947 роках — заступник завідувача сільськогосподарського відділу ЦК КП(б) Молдавії.
У 1947—1952 роках — на відповідальній роботі в Міністерстві сільського господарства Молдавської РСР.
У 1952—1953 роках — у сільськогосподарському відділі Кишинівського окружного комітету КП(б) Молдавії.
У 1953—1954 роках — у сільськогосподарському відділі ЦК КП Молдавії.
У 1954 — після 1956 року — 1-й секретар Чимішлійського районного комітету КП Молдавії.
Потім — персональний пенсіонер. Подальша доля невідома.

## Звання
- політрук
- гвардії майор

## Нагороди
- орден Червоної Зірки (19.10.1943)
- медаль «За перемогу над Німеччиною у Великій Вітчизняній війні 1941—1945 рр.» (1945)
- медалі